# Präsidentschaftswahl im Iran 2013

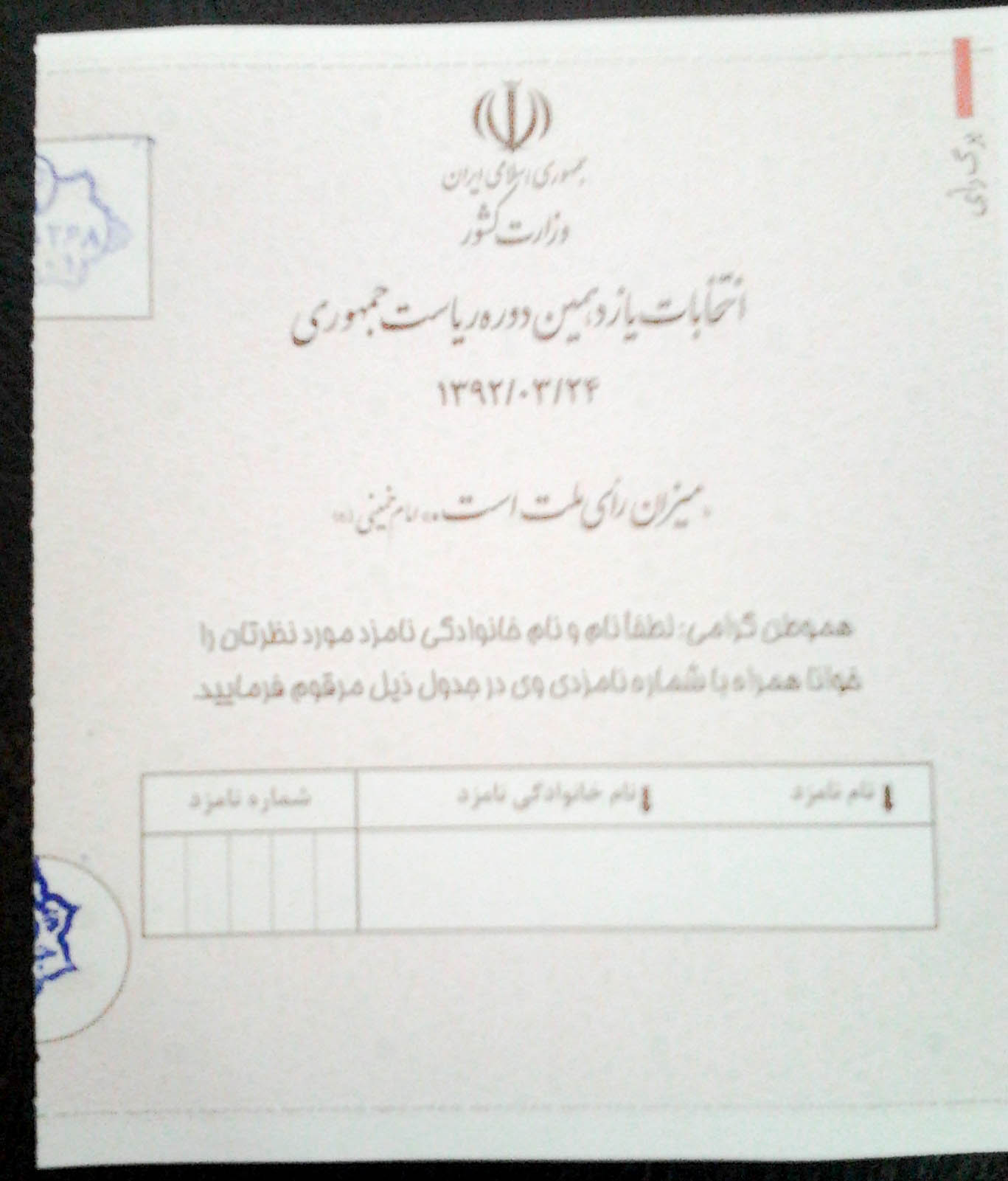
Stimmzettel

Der Termin für die erste Runde der iranischen Präsidentschaftswahlen 2013 war der 14. Juni 2013. Erstmals wurden zum gleichen Zeitpunkt Kommunalwahlen abgehalten. Die amtliche Registrierung der Kandidaten fand bis zum 11. Mai 2013 statt. Nach Angaben des iranischen Innenministers und Wahlleiters Mostafa Mohammad Nadschar waren 50.283.192 Iraner wahlberechtigt; 130.000 Wahlurnen in 60.000 Wahllokalen standen für die Abstimmung bereit. Der Wahlsieger mit 50,71 % der Stimmen wurde Hassan Rohani.

## Vorgeschichte

### Reform der Wahlgesetze
Am 2. Dezember 2012 wurde vom iranischen Parlament eine Vorlage zur Reform der Wahlgesetze mit 144 Ja-Stimmen, 91 Ablehnungen und 11 Enthaltungen verabschiedet. Demnach sollten künftig die Kandidaten bei den Präsidentschaftswahlen höhere Ausbildungsstufen als Staatsexamen vorweisen können, sie dürften nicht jünger als 45 Jahre und nicht älter als 75 Jahre sein. Weiterhin sollte die Eignung eines jeden Kandidaten von mindestens 100 politischen Persönlichkeiten und deren religiöse Integrität von 25 Mitgliedern des Expertenrats bestätigt werden. Schließlich sollten nur jene kandidieren dürfen, die entweder mindestens acht Jahre lang Mitglied des Parlaments oder als Minister, Staatssekretär oder an einer gleichrangigen Stelle beim Militär tätig gewesen waren.
Die Regierung kritisierte unmittelbar danach die Vorlage und bezeichnete sie als verfassungswidrig. Der Staatssekretär im Innenministerium, Solat Mortasavi, verglich das neue Wahlgesetz mit einer „Satzung einer Aktiengesellschaft“, die „für den Sieg einer bestimmten Fraktion vorgesehen“ wäre.
Es gebe vier Wahlen im Iran, so Mortasavi weiter, „die Parlamentswahl, die Kommunalwahl, Wahl des Staatspräsidenten und Wahl des Expertenrats. Für alle vier Wahlen seien die Regelungen in der Verfassung der Islamischen Republik festgelegt. Das Parlament sei nicht befugt, eine Änderung der Verfassung vorzunehmen, dies sei allein dem Wächterrat vorbehalten. Artikel 57 der Verfassung betone ausdrücklich die Trennung der Gewalten und Artikel 60 bestimme, dass Wahlen von der Exekutive durchgeführt würden.“
Nach Aussage des Parlamentspräsidenten Ali Laridschani rechnete das Parlament damit, dass der Wächterrat der Vorlage nicht zustimmen würde. Das Parlament werde sich in diesem Fall dem Willen des Wächterrates beugen und sich nicht an den Schlichtungsrat wenden.
Der Wächterrat entschied am 28. Januar über die Reform des Wahlgesetzes und genehmigte dabei 21 von ursprünglich 94 geplanten Abänderungen. Diese wirken sich überwiegend auf den Einfluss der Regierung auf die Durchführung und Überwachung der Wahlen aus. In der Vergangenheit hatte der Wahlausschuss gänzlich unter Kontrolle des Innenministeriums gestanden. Nach dieser Reform wird ein neuer Ausschuss, bestehend aus dem Innenminister, einem Mitglied des Parlamentspräsidiums, dem Generalstaatsanwalt, dem Informationsminister und sieben Vertretern der Öffentlichkeit (aus dem religiösen, politischen, kulturellen und sozialen Spektrum) die Aktivitäten des Innenministeriums in Bezug auf die Wahlen beobachten. Geleitet wird diese Kommission allerdings weiterhin vom Innenminister. Die sieben Vertreter der Öffentlichkeit und vier Stellvertreter werden vom Innenminister und/oder vom Generalstaatsanwalt bestimmt. Dieses Gremium soll seine Tätigkeit drei Monate vor dem Wahltag aufnehmen. Das Parlament wird demnach nach über dreißig Jahren erstmals eine Rolle bei der Überwachung der Wahlen spielen. Die alleinige Kontrolle durch das vom amtierenden Präsidenten bestimmte Innenministerium hatte zur Folge, dass Kritiker Interessenkonflikte vermuteten.
Das neue Wahlgesetz wirkt sich auch auf die Durchführung des Wahlkampfes aus. Verboten sind zukünftig Live-Übertragungen von Kandidaten-Debatten im staatlichen Fernsehen sowie Werbung für einzelne Kandidaten in ebendiesem, sofern diese nicht von offizieller Stelle zugelassen wurde.
Die vom Parlament vorgeschlagenen Änderungen in Bezug auf die Qualifikationen der Präsidentschaftskandidaten wurden vom Wächterrat nicht genehmigt. Nach dem neuen Gesetz muss ein Kandidat für das Präsidentenamt:
- Eine religiöse Persönlichkeit mit politischem Interesse sein
- Iranischer Herkunft und iranischer Bürger sein
- Führungs- und Managementfähigkeiten besitzen
- Von gutem Ruf, Vertrauenswürdigkeit und Frömmigkeit sein
- Treu zum Islam und zu den Grundlagen der Islamischen Republik Iran stehen

Das entspricht exakt dem Text der Verfassung der Islamischen Republik Iran und beinhaltet keine Veränderungen.

### Wahlkampagne und „Freie Wahlen“
Staatsoberhaupt Ali Chamene’i äußerte sich am 8. Januar 2013 bei einem Empfang für die Bürger der Stadt Qom erstmals zu den bevorstehenden Wahlen. Er vertrat die Ansicht, dass die Wahlen korrekt durchgeführt werden, wenn sich alle an die Gesetze halten und warnte davor, dass Kandidaten versuchen könnten, sich, wie er es nannte, auf illegalem Weg durchzusetzen. Er bezog sich damit auf die Unruhen nach den Präsidentschaftswahlen 2009. Von den Kandidaten verlangte er, aus tiefster Überzeugung zur Verfassung zu stehen. Die Wähler forderte er auf, an den Wahlen teilzunehmen, dies sei ihr Recht und auch ihre Pflicht, so die Verlautbarung in den staatlichen Medien.
Zu der Forderung nach freien Wahlen stellte Chamene’i am gleichen Tag fest:

„Redet nicht dauernd von freien Wahlen. In welchem Land sind Wahlen so frei wie in der Islamischen Republik? Natürlich müssen Wahlen frei sein. Wir haben seit der Gründung der Islamischen Republik 34 Mal Wahlen gehabt. Welche sollen nicht frei gewesen sein? […] Die Gesetze, Bestimmungen und Regelung der Wahlen sind alle korrekt, […] und sie garantieren eine gesunde Wahl.“

Die Forderung nach „freien Wahlen“ wird von Ex-Präsident Rafsandschāni, Ex-Präsident Mohammad Chatami und sogar vom amtierenden Präsidenten Mahmud Ahmadinedschad unterstützt. Dagegen warnte das iranische Parlament in einer Entschließung am 13. Januar 2013:

„Wir warnen alle Personen und Medien, die von freien Wahlen sprechen, sie sollten aus dem Schicksal der Verschwörer Lehren ziehen und sich merken, dass das iranische Märtyrervolk mit niemandem ewige Freundschaft geschlossen hat.“

Zwei Gruppen der sogenannten „Reformer“ haben in einem Schreiben an Staatsoberhaupt Ali Chamene’i um ein Treffen gebeten, um ihre Ansichten zu den anstehenden Präsidentschaftswahlen mit dem Revolutionsführer auszutauschen. Mohammad Javad Haqshenas, stellvertretender Vorsitzender der Reformpartei äußerte in diesem Brief, dass Mohammad Chatami der Wunschkandidat der Reformer für die Präsidentschaftswahlen sei, dessen Entscheidung aber noch ausstünde.

### Registrierte Bewerber
Die offizielle Registrierung endete am 11. Mai 2013; 686 Kandidaten haben sich eingeschrieben, u. a.:
Konservative
- Ali Fallahian, Geheimdienstminister von 1989 bis 1997[12]
- Mohammad Bagher Ghalibaf, amtierender Oberbürgermeister von Teheran seit 2005
- Gholam Ali Haddad-Adel, Parlamentsabgeordneter und Mitglied im Sicherheitsrat und Schlichtungsrat
- Manutschehr Mottaki, 2005 bis 2010 Außenminister des Iran[13]
- Ali Nikzad, amtierender Minister für Straßenbau und Stadtentwicklung im Kabinett Ahmadinedschad[14]
- Mohsen Rezai, Mitglied des Schlichtungsrats, bereits Kandidat bei der Präsidentschaftswahl 2009
- Mohammed Saeedikia, früherer Minister unter den Präsidenten Rafsandschāni, Chatami und zuletzt für Wohnungsbau und Stadtentwicklung von 2005 bis 2009 unter Ahmadinedschad[15]
- Hassan Sobhani, Professor für Wirtschaft an der Universität Teheran und Parlamentsabgeordneter von 1996 bis 2008, erklärte seine Kandidatur als ausdrücklich von politischen Gruppierungen unabhängiger Kandidat[16]
- Ali Akbar Velayati, früherer Außenminister und aktuell außenpolitischer Berater von Staatsoberhaupt Ali Chamene’i

Anhänger von Ahmadinedschad
- Davoud Ahmadinedschad, der ältere Bruder von Mahmud Ahmadinedschad[17]
- Esfandiar Rahim Maschaie

Reformer und Moderate
- Akbar Hāschemi Rafsandschāni[18]
- Hassan Rohani, ehemaliges Mitglied des iranischen Sicherheitsrats (1998–2005) und Chefunterhändler bei internationalen Gesprächen über das iranische Atomprogramm[19]

## Zugelassene Bewerber
Der Wächterrat entschied am 21. Mai 2013 über die Qualifikation und Zulassung der Kandidaten. Danach wurden acht Kandidaten zugelassen; Ali-Akbar Hāschemi Rafsandschāni wurde überraschend disqualifiziert. Im Vorfeld soll Rafsandschāni konstatiert haben, dass er aufgrund seines hohen Alters nicht die Stärke für die Präsidentschaft besitze. Rafsandschāni soll zu seiner Nichtnominierung gesagt haben: „Wir können jetzt nichts tun. Sie haben getan, was sie wollten. Unser Land braucht mit diesen Leuten keine Feinde mehr von außen.“ Im Anschluss an die Wahlen äußerte Rafsandschāni, dass der Iran „die demokratischsten aller Wahlen der Welt“ habe.
- Mohammad Reza Aref
- Said Dschalili
- Mohammad Bagher Ghalibaf
- Mohammad Gharazi
- Gholam Ali Haddad-Adel
- Mohsen Rezai
- Hassan Rohani
- Ali Akbar Velayati[24]

Als reformorientiert gelten Aref und Hassan Rohani, die anderen Kandidaten gehören zur „treuen Gefolgschaft des Revolutionsführers“. In iranischen Medien wird auch Gharazi den Reformern zugeordnet.

### Kritik
Ein Vertreter der „Grünen Bewegung“, Mostafa Tadschsadeh, der seit den Protesten nach den iranischen Präsidentschaftswahlen 2009 inhaftiert ist, bezeichnete nach der Auswahl der Kandidaten das herrschende System im Iran als „absolute Monarchie“. Den Reformern bliebe nach dem „Raub der freien Wahlen“ keine andere Wahl als ein Boykott. Der US-amerikanische Außenminister John Kerry bezeichnete das Auswahlverfahren als intransparent. Ein nicht aus Wahlen hervorgegangener Wächterrat habe Hunderte von potenziellen Kandidaten auf Grundlage unklarer Kriterien ausgeschlossen. Der Wächterrat habe nur darauf geachtet, „wer die Interessen des Regimes vertritt“.
Analysten der RAND Corporation bewerten die Kandidatenauswahl als „Selektion eines Präsidenten“ und die Kandidaten selbst als „entweder loyal zu Chamenei oder praktisch irrelevant“. Für Bijan Djir-Sarai ist diese Wahl „selbst für iranische Verhältnisse eine Farce!“ Das Regime sei „bei dieser Wahl gut vorbereitet, um im Prinzip alles auszuschließen, was nach Unruhe oder Veränderung aussehen könnte.“ Das iranische Staatsoberhaupt Ayatollah Chamenei reagierte auf diese Kritik und sprach über "jene, die denken würden, dass es eine große, stille Bevölkerung gegen das System" gäbe. Dabei verwies er auf den Jahrestag der islamischen Revolution, an dem die Massen "Tod den USA" riefen. Chamenei fragte weiterhin, in welchem Land die Kandidaten medial so gleichberechtigt seien wie im Iran und bezog sich dabei auf die ausgeglichenen Sendezeiten unter den iranischen Präsidentschaftskandidaten. Auch verwies Chamenei auf kapitalistische Gesellschaften, in denen man durch finanzielle Ressourcen und entsprechenden Kampagnen einen machtpolitischen Vorteil erlangen könne.

### Wahlkampfthema
Schwerpunktthema des Wahlkampfes war die Innenpolitik, insbesondere die wirtschaftliche Lage des Landes. Neben jeweils 45-minütigen Fernsehinterviews fanden Gruppendiskussionen der Kandidaten im Fernsehen statt. Die erste derartige Veranstaltung wurde am 31. Mai 2013 ausgestrahlt.
Mohammad Reza Aref hob sich von seinen Mitbewerbern ab, indem er während seines obligatorischen, 45-minütigen Fernsehinterviews den Namen des unter Hausarrest stehenden Mir Hossein Mussawi erwähnte und damit ein ungeschriebenes Gesetz übertrat. Er sprach mehrfach explizit die Minderheiten im Iran an und kritisierte die Rhetorik des amtierenden Präsidenten Mahmud Ahmadinedschad. Er konstatierte eine Spaltung der Gesellschaft zwischen den Generationen und sah die Versäumnisse bei der „Ersten Generation“ der Islamischen Revolution. Die Frage des iranischen Atomprogramms sei zu einer politischen Angelegenheit geworden. Trotz des zivilen Charakters des Atomprogramms sei es zu einem Problem geworden, das nur politisch gelöst werden könnte. Aref sprach sich für die Verbesserung der außenpolitischen Beziehungen und des wissenschaftlichen und kulturellen Austausches aus.
Said Dschalili legte seinen Schwerpunkt auf die Bekämpfung der Korruption und wies auf das menschliche und wirtschaftliche Potential des Landes hin, das er durch Missmanagement nicht ausgeschöpft sah.
In diesem Zusammenhang wies er auf das Motto hin, das Staatsoberhaupt Ali Chamenei für das vergangene Jahr ausgerufen hatte: „Das Jahr der nationalen Produktion“. An diesem Motto könnten sich Administration und Exekutive orientieren.
Zur Familien- und Frauenpolitik äußerte sich Dschalili in Anlehnung an Äußerungen Chameneis, der auf die Bedeutung der Familie als Basis der Gesellschaft hingewiesen habe und sagte, dass die Teilhabe von Frauen in allen Bereichen Bestandteil der Revolution sei, aber am wichtigsten sei ihr Einsatz zu Hause. Dschalili betrachtet Frauen in westlichen Kulturen durch ihre Betrachtung unter ausschließlich wirtschaftlichen Gesichtspunkten als ausgebeutet und rief zur Verteidigung der Frauenrechte weltweit auf. Dschalili, der ein enger Vertrauter des Geistlichen Mesbah Yazdi war, galt für politische Beobachter als Favorit von Revolutionsführer Ali Chamenei.
Mohammad Bagher Ghalibaf kritisierte in einer Fernsehansprache wachsende Armut und Diskriminierung. Auch außenpolitisch könnte der Iran nur dann erfolgreich sein, wenn diese internen Probleme überwunden würden. Er forderte dazu ein planvolles Vorgehen, worauf er sich in Zusammenarbeit mit Experten und Eliten vorbereitet habe.
Mohammad Gharazi kündigte an, im Falle seines Wahlsieges eine „Anti-Inflationsregierung“ bilden zu wollen, mit einem Schwerpunkt auf die Ausgabenkontrolle öffentlicher Projekte. Er wolle die inländische Produktion ankurbeln und alle Importe vollständig stoppen. Ahmadinedschads Regierung lobte er für einige ihrer Entwicklungsprojekte, kritisierte jedoch deren Kosten, die viermal so hoch wie der Durchschnitt gewesen seien. Ferner kündigte er an, im Falle seiner Wahl Teheran in sechs Provinzen mit jeweils eigenen Gouverneuren aufteilen zu wollen. In der Dezentralisierung sieht er den Weg aus Stillstand und Unterentwicklung. Er sagte, dass den Menschen erlaubt sein sollte, die Verantwortung für ihre Angelegenheiten zu übernehmen.
Gholam Ali Haddad-Adel nannte die wirtschaftlichen Probleme die größte Sorge Irans. Er will vor allem den Geldmarkt und die Preise für Lebensmittel stabilisieren, auch die Geldmenge hält er für zu hoch. An diesen Punkten will er ansetzen um die wirtschaftlichen Probleme in den Griff zu bekommen. Liquidität müsse in die Produktion umgeleitet werden um Arbeitsplätze zu schaffen und nicht für nutzlose Projekte verschwendet werden. Er mahnte Ausgabendisziplin für die öffentliche Hand an und Bekämpfung der Armut. Die westlichen Sanktionen gegen den Iran sah Haddad-Adel als wirtschaftlichen Krieg gegen die Unabhängigkeit des Iran. Nur nationale Einheit könne dazu führen, dass die Sanktionen überstanden werden können. Haddad-Adel gab als Motto seiner möglichen Präsidentschaft den Slogan „Frömmigkeit und Klugheit“ bekannt. Zweiter Schwerpunkt seiner Regierung sollte die Kulturpolitik sein. Gegen Drogensucht und die hohe Scheidungsrate propagierte er die „einfache Ehe“ und meinte, man müsse junge Menschen ermuntern zu heiraten und bescheiden im Rahmen ihrer Möglichkeiten zu leben, dann könnten schon einige soziale Probleme und moralische Übel reduziert werden.
Mohsen Rezai setzt in seiner Wirtschaftspolitik auf Privatisierung und will staatliche Institutionen aus konkreten geschäftlichen Aktivitäten heraushalten. Er strebe an, die Wirtschaft vom direkten Ölhandel unabhängiger zu machen und Produktion und Export von Nicht-Erdöl-Produkten fördern. Er setzt weiter auf den Ausbau des Tourismus und den Außenhandel.
Hassan Rohani sorgte in seinem TV-Interview für Aufsehen. Im Gegensatz zu den meisten seiner Mitbewerber ging er in die Offensive, kritisierte die Präsidentschaft Ahmadinedschads und die staatliche Rundfunkanstalt IRIB. Er korrigierte Aussagen des Moderators zu seinen Verhandlungen mit westlichen Staaten um das iranische Atomprogramm und hob seine diesbezüglichen Erfolge hervor. Die USA kritisierte Rohani scharf wegen ihrer Sanktionen gegen den Iran. Als größte Probleme seines Landes benannte Rohani die Arbeitslosigkeit, die Inflation und die Unterschlagung von 3000 Billionen Toman (2,8 Milliarden USD), die 2011 aufgedeckt worden sei. Indirekt beschuldigte er Präsident Ahmadinedschad darin verwickelt zu sein. Sich selber ordnete Rohani als „moderat“ ein, er habe mit allen Richtungen zusammengearbeitet, Extremismus liege ihm fern. Als erstes Ziel seiner Präsidentschaft strebe er die Stabilisierung der iranischen Wirtschaft in kürzester Zeit an („ein Monat und 100 Tage“). Zum Thema Wahlen äußerte er, diese zeugten von der demokratischen Natur des Iran und er forderte erweitertes parteipolitisches Engagement als Basis nationaler Souveränität. Vor Studenten äußerte er die Hoffnung, dass die Wahlen der gesellschaftlichen Spaltung entgegenwirken könnten und dass er sich als Präsident für die Freilassung der nach den Unruhen 2009 Inhaftierten einsetzen wolle. Nach seiner Meinung könnte dieses Problem innerhalb eines Jahres gelöst werden.
Ali Akbar Velayati versprach freie Gesundheitsfürsorge für den Fall seiner Präsidentschaft. Ferner äußerte er sich zur Außenpolitik: Die Sicherheit des Iran hinge von guten Beziehungen zu seinen Nachbarstaaten ab, deswegen müsse die regionale Kooperation entwickelt werden. Velayati genoss die Unterstützung der „Vereinigten Dozentenschaft der Theologischen Hochschule in Ghom“, deren Leiter Mesbah Yazdi ist.

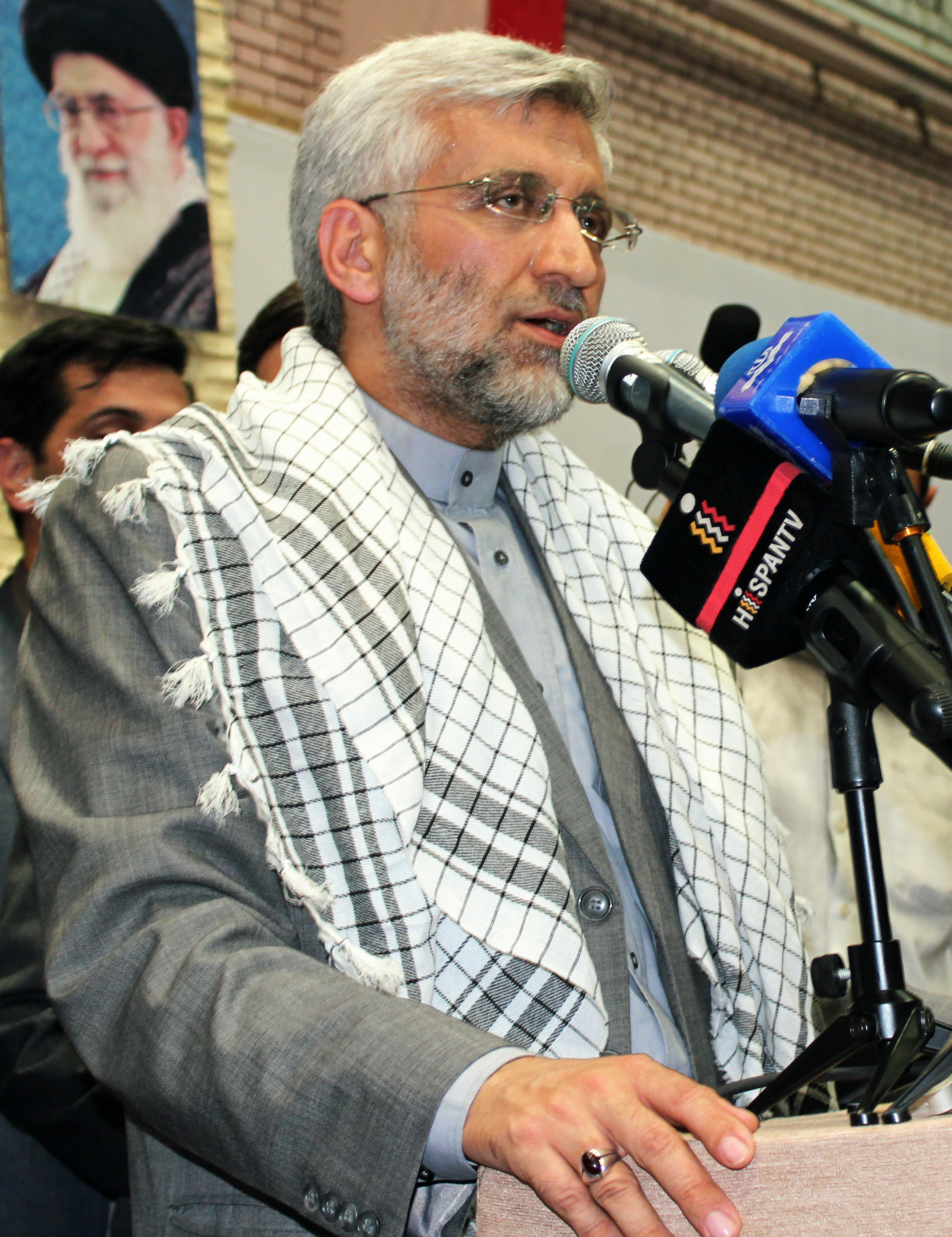
Said Dschalili
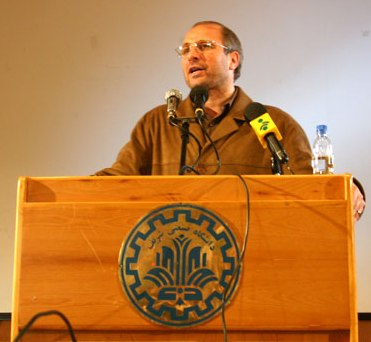
Mohammad Bagher Ghalibaf
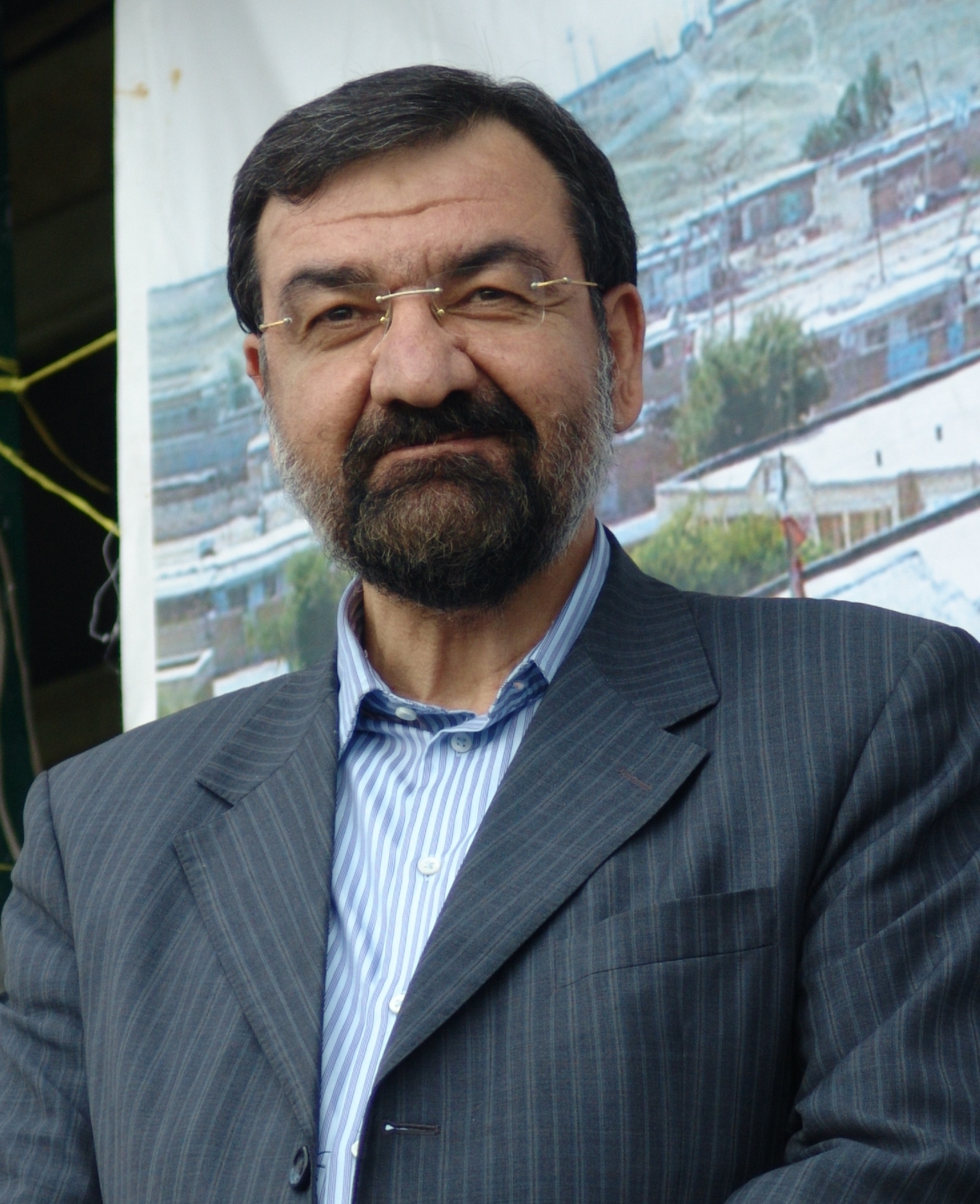
Mohsen Rezai
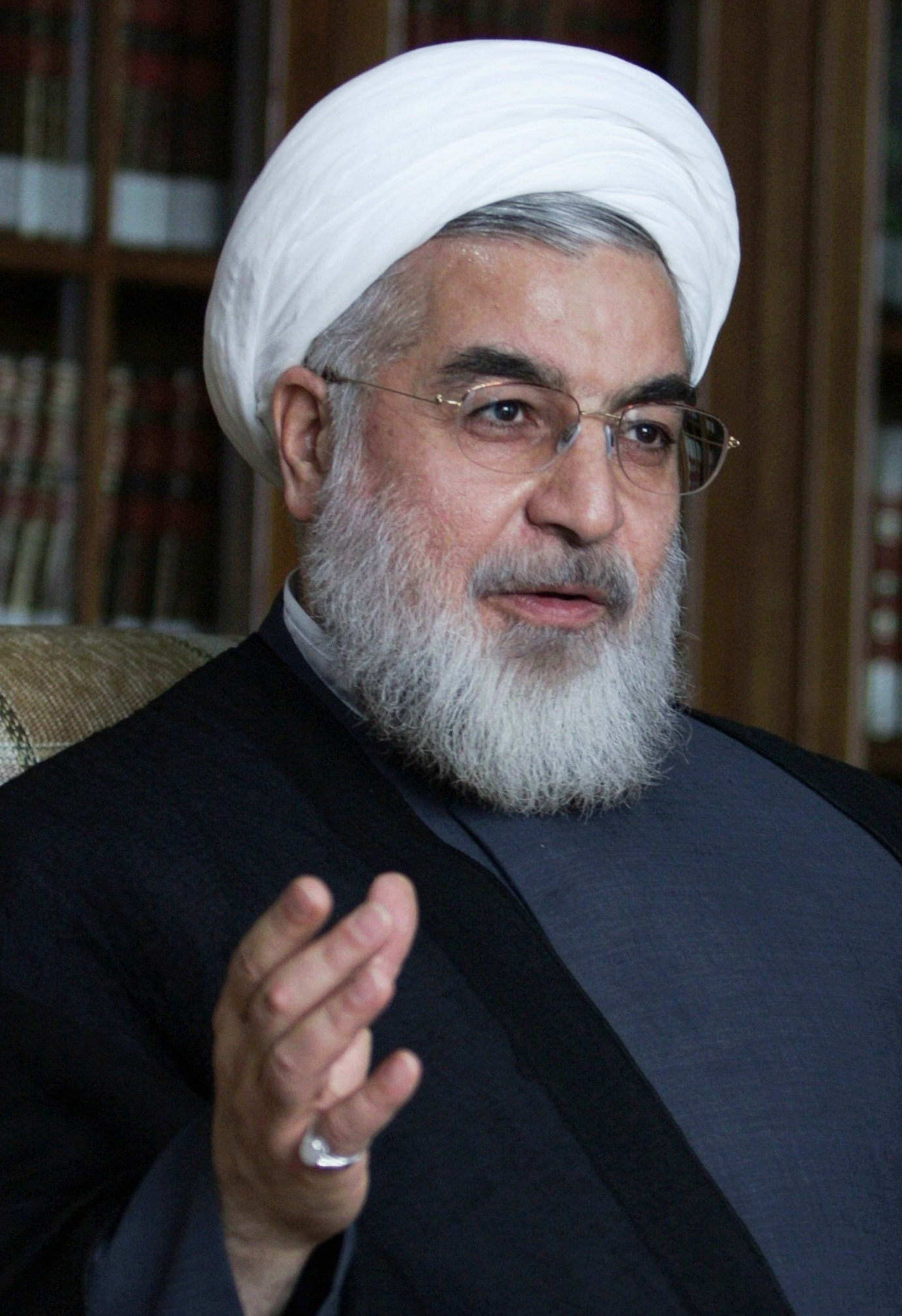
Hassan Rohani

### Rückzug der Bewerbung
Haddad-Adel erklärte am 10. Juni, Aref am 11. Juni 2013, dass sie ihre Kandidatur zurückzögen.

### Wahlprognosen
In einer Telefonumfrage von iPOS (Information and Public Opinion Solutions) lag Ghalibaf in der ersten Woche im Juni weit vor den anderen Kandidaten, wurde jedoch drei Tage vor dem Wahltag von Rohani überholt. Dieser erschien nach den Umfragen als Favorit; alle anderen Kandidaten waren demnach chancenlos.

## Wahlergebnis

Mehrheiten nach Wahlbezirken:

Die Wahllokale öffneten um 08:00 Ortszeit (03:30 GMT). Aufgrund der von staatlicher Seite angegebenen großen Wahlbeteiligung wurde das Schließen der Wahllokale insgesamt viermal um je eine Stunde verschoben, zuletzt bis 23 Uhr (18:30 GMT). Zusätzliche Stimmzettel wurden für die Provinz Teheran angefordert, da dort die Wahlbeteiligung über 70 % lag. Der Beginn der Auszählung der Stimmen wurde für Mitternacht angekündigt. Innerhalb von 24 Stunden sollte dann das Ergebnis bekannt gegeben werden.
Nach Aussage des amtierenden Innenministers Mostafa Mohammad Nadschar hatten die Kandidaten nach Bekanntgabe des Ergebnisses drei Tage Zeit um mögliche Einwände vorzubringen. Nach Auszählung von 18 % der Stimmen lag Rohani mit 52 % Stimmenanteil vorne: ein Trend, der auch nach Auszählung von einem Viertel aller Stimmen anhielt. Nach den Angaben des Innenministeriums lag die Wahlbeteiligung bei 70,7 %. Rohani gewann mit 50,71 % und 18.613.329 Stimmen die Wahl bereits in der ersten Runde. Damit war er der neue designierte Präsident des Iran. Ali Chamene’i, der oberste Rechtsgelehrte und Führer des Iran, gratulierte Rohani bereits am folgenden Tag zu seinem Wahlsieg.
| Kandidaten                                     | Kandidaten               | Stimmen    | %     |
| ---------------------------------------------- | ------------------------ | ---------- | ----- |
|                                                | Hassan Rohani            | 18.613.329 | 50,71 |
|                                                | Mohammad Bagher Ghalibaf | 6.077.292  | 16,55 |
|                                                | Said Dschalili           | 4.168.946  | 11,35 |
|                                                | Mohsen Rezai             | 3.884.412  | 10,58 |
|                                                | Ali Akbar Velayati       | 2.268.753  | 6,18  |
|                                                | Mohammad Gharazi         | 446.015    | 1,21  |
|                                                | ungültige Stimmen        | 1.245.409  | 3,39  |
|                                                | Gesamt                   | 36.704.156 | 100   |
| Quelle: Iran Data Portal, Princeton University |                          |            |       |